# Lombez
Lombez é uma comuna francesa na região administrativa da Occitânia, no departamento de Gers. Estende-se por uma área de 19.55 km², e possui 2.159 habitantes, segundo o censo de 2018, com uma densidade de 110 hab/km².